# جگوار اس-تایپ
جگوار نوع اس (Jaguar S-Type) خودرویی است که در سال‌های ۱۹۹۹–۲۰۰۷ در بیرمنگام، انگلستان، جمهوری چین، تولید شده است. طراحی آن توزیع نیروی پیشران بوده است. سیستم جعبه‌دندهٔ آن ۶، دنده به دو صورت خودکار و دستی است.

## نگارخانه

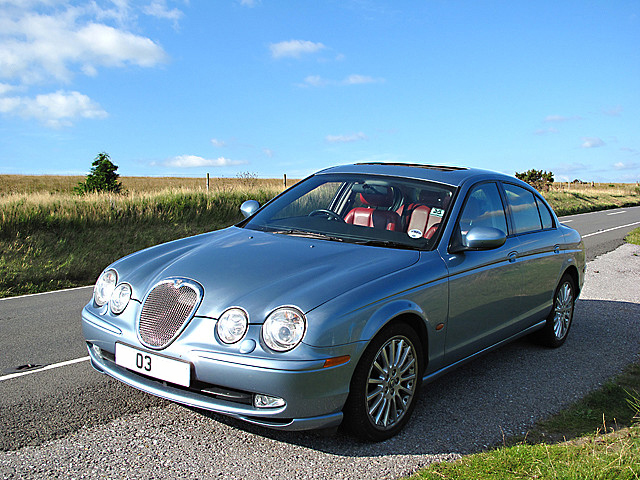
جگوار S-Type Sport Plus 2003 (بریتانیا)